# Ćićina
Ćićina (cyr. Ћићина) – wieś w Serbii, w okręgu niszawskim, w gminie Aleksinac. W 2011 roku liczyła 199 mieszkańców.